# Kate Smith
Kathryn Elizabeth Smith (Washington D.C., 1 mei 1907 – Raleigh, 17 juni 1986) was een Amerikaanse zangeres.

## Biografie
Kate Smith ontwikkelde al als kind haar liefde voor zang en dans. Ze zong in het kerkkoor en bij plaatselijke feesten en won een reeks prijzen voor haar zangpresentaties. Ondanks de weerstand van haar ouders tegen de showbusiness trad ze al vroeg op in kleine theaters en nachtclubs. In 1926 werd ze ontdekt door een New Yorkse showproducent. Ofschoon ze nooit een professionele zangopleiding had genoten, trad ze succesvol op in Broadwaymusicals. Vanwege haar mollige figuur werd ze vaak het slachtoffer van grove grappen.
Kate Smith wilde haar toneelcarrière al beëindigen, toen ze in 1930 werd ontdekt door vicepresident Ted Collins van Columbia Records. Collins werd haar manager en, ofschoon getrouwd, haar langjarige partner. Hij nam platen op met Smith, bezorgde haar optredens in het Apollo Theater en bracht haar in 1931 op de radio. Spoedig kreeg ze bij NBC de eigen show Kate Smith Sings aangeboden, die eerst twee keer, daarna spoedig zes keer per week werd uitgezonden. Haar volgende shows Kate Smith and Her Swanee Music (1931–1933), The Kate Smith Matinee (1934–1935), The Kate Smith New Star Revue (1934–1935), Kate Smith's Coffee Time (1935–1936) en The Kate Smith A&P Bandwagon (1936–1937) maakte ze allen bij CBS. Haar herkenningssong was When the Moon Comes Over the Mountain, waarvan ze de tekst meeschreef. Ze begroette haar publiek meestal met 'Hello, everybody!' en ze nam afscheid met 'Thanks for listenin' '.
Gelijktijdig nam Smith verder platen op. In 1931 zong ze Dream a Little Dream of Me. Haar grootste hits waren River, Stay 'Way From My Door (1931), The Woodpecker Song (1940), The White Cliffs of Dover (1941), Rose O'Day (1941), I Don't Want to Walk Without You (1942), There Goes That Song Again (1944), Seems Like Old Times (1946) en Now Is the Hour (1947). In 1931 zong ze de onomstreden top 20-song That's Why Darkies Were Born, waarin de zwarte Amerikanen daarvoor werden bedankt, dat ze katoen plukten en ondanks hun slavernij nog zongen: That's why darkies were born.
Van 1937 tot 1945 was The Kate Smith Hour een van de leidende radioshows van de Verenigde Staten. Het programma bood een mengeling uit muziek, toneel en komedie, grote film- en theatersterren hadden regelmatig optredens. Vaste comedygasten waren Bud Abbott en Lou Costello en Henny Youngman. Naast The Kate Smith Hour had Smith nog de populairste dagelijkse show Kate Smith Speaks, waarin ze met Ted Collins het nieuws van commentaar voorzag. In 1950 begon ze met tv-optredens, aanvankelijk in haar eigen namiddagshow The Kate Smith Hour (1950–1954). Het programma was zo succesvol, dat Smith bij NBC de wekelijkse avondshow The Kate Smith Evening Hour kreeg. Ze rondde talrijke gastoptredens af in de shows van Ed Sullivan, Tennessee Ernie Ford, Dean Martin en Andy Williams.
Kate Smith trad in slechts drie films op. In 1932 had ze een gastoptreden in The Big Broadcast en in hetzelfde jaar speelde ze naast Randolph Scott zichzelf in de film Hello Everybody!. In 1943 zong ze in de oorlogsfilm This Is the Army de song God Bless America van Irving Berlin. De door Berlin in 1918 geschreven song werd Kate Smiths grootste en levenslang succes, waarmee ze tijdens de Tweede Wereldoorlog hielp om miljoenen oorlogsobligaties te verkopen. De song in Smiths versie werd de geluksbrenger voor het ijshockeyteam Philadelphia Flyers. De zangeres trad zelf voor vele wedstrijden van de club op en zong haar song. Naar verluidt zijn Smiths optredens de achtergrond van het gezegde 'It ain't over till the fat lady sings'.
In 1956 kreeg Ted Collins vermoedelijk naar aanleiding van een werk-overbelasting met Smiths management een zwaar hartinfarct. Kate Smith verklaarde dat ze nooit meer zou optreden in een tv-show en concentreerde zich meer dan een jaar op de verpleging van haar levensgezel. In 1960 produceerde Ted Collins weer een wekelijkse tv-show met Smith, echter de kijkcijfers waren slecht. Ondertussen kwam met de rock-'n-roll een nieuwe muzikale rage, die Kate Smith niet kon en wilde aanwenden. De show werd na een seizoen beklonken en Kate Smith trad nu meer op, als ze het zelf wilde.
Ted Collins overleed in 1964. Smith trad alleen nog als gast op in shows en gaf sporadisch concerten in nachtclubs. Voor haar gospelalbum How Great Thou Art werd ze in 1966 onderscheiden met een Grammy Award. Nog tijdens de jaren 1970 gaf Kate Smith concerten en trad ze op in nachtclubs. In 1982 kreeg ze de Presidential Medal of Freedom van president Ronald Reagan.

## Overlijden
Kate Smith overleed in juni 1986 op 79-jarige leeftijd. In 1999 werd ze postuum opgenomen in de Hollywood Walk of Fame. Een ster op de Hollywood Walk of Fame herinnert aan Kate Smith. De United States Postal Service gaf op 27 mei 2010 een postzegel van 44 cent uit met haar portret.
- Biblioteca Nacional de España: XX1560872
- Bibliothèque nationale de France: cb14023059h (data)
- Gemeinsame Normdatei: 119298260
- International Standard Name Identifier: 0000 0001 1607 2349
- Library of Congress Control Number: n84077391
- MusicBrainz: 3c01533e-e82c-41c7-96f4-6a6fa6e05e82
- Nationale Bibliotheek van Tsjechië: mzk2011674818
- Nationale Bibliotheek van Israël: 987007427748105171
- Nederlandse Thesaurus van Auteursnamen: 244010552
- Istituto Centrale per il Catalogo Unico: DDSV134956
- SNAC: w6v12f3d
- Virtual International Authority File: 22948116
- WorldCat: E39PBJwX9pDBrtDMfwmtdfpwYP